# 베서니 모타
베서니 모타(Bethany Mota, 1995년 11월 7일 ~ )는 미국의 블로거, 엔터테이너이다. 주로, 패션과 뷰티 영역을 다룬다.